# 続こううたう
『続こううたう』（ぞくこううたう）は、柴咲コウの2枚目のカバー・アルバム。2016年7月20日にColourful Recordsから発売された。

## 概要
初回限定盤と通常盤の2形態のリリース。初回限定盤はデジパック仕様、ポエトリー&ビジュアルブック「続こうつづる」が同梱された。
7月6日よりiTunes Storeで本作の予約注文受付が開始し、同日にはiTunes Storeを含む主要配信ストアにて収録曲「遥かな人へ」の先行配信も開始された。翌週の7月13日には、「白いカイト」と「永遠」の先行配信が開始された。
収録曲は前作『こううたう』同様、事前にTwitterやメールで募ったリクエストの中から、柴咲本人が選曲している。

## 収録曲
（ ）内はオリジナル歌唱者。
1. そして僕は途方に暮れる（大沢誉志幸）
作詞：銀色夏生、作曲：大沢誉志幸、編曲：小島裕規
2. 黄昏のビギン（ちあきなおみ）
作詞：永六輔、作曲：中村八大、編曲：小島裕規
3. 少年時代（井上陽水）
作詞：井上陽水、作曲：井上陽水・平井夏美
編曲：十川ともじ
4. サヨナラ（GAO）
作詞：GAO、作曲：階一喜、編曲：tasuku
5. 白いカイト（MY LITTLE LOVER）
作詞：KATE、作曲：小林武史、編曲：渡辺シュンスケ
6. 雨音はショパンの調べ（小林麻美）
作詞・作曲：Pierluigi Giombini、訳詞：松任谷由実
編曲：Ryosuke "Dr.R" Sakai
7. あの日の二人はもういない（田村直美）
作詞：田村直美、作曲：石川寛門・田村直美、編曲：木村篤史
8. 遥かな人へ（髙橋真梨子）
作詞：髙橋真梨子、作曲：松田良、編曲：十川ともじ
アサヒビール「アサヒドライプレミアム豊醸」TVCMソング
9. 千の夜と一つの朝（ELLIS）
作詞：エリ、作曲：近藤洋史、編曲：木村篤史
10. 上を向いて歩こう（坂本九）
作詞：永六輔、作曲：中村八大、編曲：鈴木Daichi秀行
11. 夢の外へ（星野源）
作詞・作曲：星野源、編曲：木村篤史
12. いつの日も（阿部真央）
作詞・作曲：阿部真央、編曲：黒田晃年
13. テルーの唄（手嶌葵）
作詞：宮崎吾朗、作曲：谷山浩子、編曲：渡辺シュンスケ
14. 3月9日（レミオロメン）
作詞・作曲：藤巻亮太、編曲：tasuku
15. 永遠（ZARD）
作詞：坂井泉水、作曲：徳永暁人、編曲：tasuku